# Deiver Hinojosa
Deiver Hinojosa (Apartadó, Colombia; 20 de febrero de 1994) es un futbolista colombiano. Juega como defensa o mediocampista.

## Clubes
| Club         | País     | Año         |
| ------------ | -------- | ----------- |
| Expreso Rojo | Colombia | 2015        |
| Boyacá Chicó | Colombia | 2017 - 2018 |
| Leones       | Colombia | 2020        |

## Estadísticas
| Club                    | Temporada           | Liga  | Liga  | Copa Nacional | Copa Nacional | Copa Internacional | Copa Internacional | Total | Total | Prom. · |
| Club                    | Temporada           | Part. | Goles | Part.         | Goles         | Part.              | Goles              | Part. | Goles | Prom. · |
| ----------------------- | ------------------- | ----- | ----- | ------------- | ------------- | ------------------ | ------------------ | ----- | ----- | ------- |
| Expreso Rojo · Colombia | 2015                | 6     | 0     | 0             | 0             | -                  | -                  | 6     | 0     | 0,00    |
| Expreso Rojo · Colombia | Total               | 6     | 0     | 0             | 0             | 0                  | 0                  | 6     | 0     | 0,00    |
| Boyacá Chicó · Colombia | 2017                | 3     | 0     | 0             | 0             | -                  | -                  | 3     | 0     | 0,00    |
| Boyacá Chicó · Colombia | 2018                | 0     | 0     | 0             | 0             | -                  | -                  | 0     | 0     | 0,00    |
| Boyacá Chicó · Colombia | Total               | 3     | 0     | 0             | 0             | 0                  | 0                  | 3     | 0     | 0,00    |
| Total en su carrera     | Total en su carrera | 9     | 0     | 0             | 0             | 0                  | 0                  | 9     | 0     | 0,00    |

## Palmarés

### Campeonatos nacionales
| Título    | Club         | País     | Año  |
| --------- | ------------ | -------- | ---- |
| Primera B | Boyacá Chicó | Colombia | 2017 |